# (48474) 1991 UR
1991 يو أر (ويعرف أيضًا باسم (48474) 1991 يو أر وفق تسمية الكوكب الصغير) (بالإنجليزية: 1991 UR)‏ هو كويكب ضمن حزام الكويكبات؛ وترتيبه 48474 من حيث الاكتشاف.
اكتُشف هذا الجُرم الفلكي بواسطة هيروشي كانيدا في 18 أكتوبر 1991.

## وصلات خارجية
- (48474) 1991 UR في قاعدة بيانات مختبر الدفع النفاث لأجرام النظام الشمسي الصغيرة

- الاكتشاف · مخطط المدار ·  العناصر المدارية · المعلمات المادية

- (48474) 1991 UR على موقع ويكي سكاي: DSS2, SDSS, GALEX, IRAS, Hydrogen α, X-Ray, Astrophoto, Sky Map, Articles and images